# Lasiurus pfeifferi
Lasiurus pfeifferi är en fladdermus i familjen läderlappar som förekommer i Kuba. Några zoologer tror att populationen är en underart till Lasiurus seminolus.
Arten är med 40 till 50 mm långa underarmar och en vikt av 12 till 18 g en medelstor medlem av släktet Lasiurus. Pälsen har en orangeröd färg och bakom varje öra förekommer en vit fläck. Liksom hos andra släktmedlemmar är svansflyghuden täckt med päls. Huvudet kännetecknas av ganska breda men korta öron samt av små ögon.
Utbredningsområdet sträcker sig över nästan hela Kuba med undantag av den nordvästra udden och dessutom hittas Lasiurus pfeifferi på några mindre tillhörande öar. Arten vistas i låglandet och i kulliga områden mellan 50 och 500 meter över havet. Habitatet utgörs antagligen av mindre skogar.
Individerna vilar på dagen i trädens bladverk och de är främst aktiva under skymningen och gryningen. Ett exemplar hade nästan uteslutande skalbaggar som föda. Andra individer dokumenterades vilande i grottor.
Denna fladdermus är känslig för tropiska stormar. Även landskapsförändringar påverkar beståndet negativt. Några skogar ligger i naturskyddsområden. IUCN uppskattar att hela populationen minskade med upp till 25 procent under 15 år före 2013 och listar Lasiurus pfeifferi som nära hotad (NT).